# Januar 1996
Portal Geschichte | Portal Biografien | Aktuelle Ereignisse | Jahreskalender | Tagesartikel

◄ |
19. Jahrhundert |
20. Jahrhundert
| 21. Jahrhundert

◄ |
1960er |
1970er |
1980er |
1990er
| 2000er | 2010er | 2020er | ►

◄ |
1992 |
1993 |
1994 |
1995 |
1996
| 1997 | 1998 | 1999 | 2000 | ►

◄ |
Oktober 1995 |
November 1995 |
Dezember 1995 |
Januar 1996 |
Februar 1996 |
März 1996 |
April 1996 |
►
Dieser Artikel behandelt aktuelle Nachrichten und Ereignisse im Januar 1996.

## Tagesgeschehen

### Montag, 1. Januar 1996

Logo der IG BAU

- Bern/Schweiz: Der FDP-Politiker Jean-Pascal Delamuraz, Bundespräsident von 1989, übernimmt zum zweiten Mal das Amt des Bundespräsidenten.[1]
- Bonn/Deutschland: Der Bau von Eigenheimen wird ab heute durch die Eigenheimzulage gefördert. Der Gesetzgeber will damit die Schaffung von Wohneigentum und Vermögen sozial gerecht unterstützen.[2]
- Frankfurt am Main/Deutschland: Aus den Gewerkschaften Bau-Steine-Erden sowie Gartenbau, Land- und Forstwirtschaft mit zusammen über 700.000 Mitgliedern entsteht die Industriegewerkschaft Bauen-Agrar-Umwelt, kurz „IG BAU“.[3]
- New York/Vereinigte Staaten: Ägypten, Chile, Guinea-Bissau, Polen und Südkorea werden neue nichtständige Mitglieder im Sicherheitsrat der Vereinten Nationen.[4]
- Rom/Italien: Italien übernimmt von Spanien den Vorsitz im Rat der Europäischen Union. Das Amt des Regierungschefs der EG erhält Lamberto Dini.[5]
- Sèvres/Frankreich: Das Internationale Büro für Maß und Gewicht fügt um 0.59 Uhr und 59 s Mitteleuropäischer Zeit eine Schaltsekunde in die Koordinierte Weltzeit (UTC) ein. Störende Einflüsse auf Erdbahn und -rotation ohne UTC-Korrektur hätten zur Folge, dass sich die Erde nach 90 Jahren erst mit 60 s Verzögerung an der Stelle einer kompletten jährlichen Sonnenumrundung befände.[6]

### Dienstag, 2. Januar 1996
- Kamtschatka/Russland: Auf der Halbinsel kommt es zur bisher einzigen historisch belegten Eruption des Stratovulkans Akademija Nauk.[7]

### Freitag, 5. Januar 1996
- Detroit/Vereinigte Staaten: Als weltweit erster Kraftfahrzeughersteller seit dem Umschwung von Elektro- zu benzinbetriebenen Kraftfahrzeugen vor circa 80 Jahren kündigt die General Motors Company den Bau eines serienmäßigen Elektrofahrzeugs an. Es soll im Westen der Vereinigten Staaten Verwendung finden.[8]

### Samstag, 6. Januar 1996
- Bischofshofen/Österreich: Der Deutsche Jens Weißflog gewinnt vor dem Finnen Ari-Pekka Nikkola die 44. Vierschanzentournee. Es ist Weißflogs vierter Sieg in der Gesamtwertung.[9]

### Montag, 8. Januar 1996
- Kinshasa/Zaire: Ein Flugzeug vom Typ Antonow An-32 der heimischen Fluggesellschaft Air Africa mit russischer Besatzung schießt über die Startbahn des Flughafens N’Dolo hinaus und schlittert rund 100 Meter über einen Markt, der außerhalb des Flughafengeländes abgehalten wird. Dabei geht die Maschine in Flammen auf. Es sterben mindestens 237 Menschen. Nach manchen Berichten sind es circa 350 Menschen, die das Unglück nicht überleben.[10]

### Dienstag, 16. Januar 1996
- Burao/Somalia: In der Region Somaliland, welche von ihren politischen Führern als unabhängiger Staat gesehen wird, verlieren bei Unruhen zwischen Anhängern des faktisch über die Region herrschenden Clanchefs Mohammed H. I. Egal und Anhängern von Egals Rivalen Ali Tuur über 59 Menschen ihr Leben und mehr als 100 weitere werden verletzt.[11]

### Mittwoch, 17. Januar 1996
- Prag/Tschechische Republik: Das Land stellt bei der Europäischen Union (EU) einen Antrag, über seinen Beitritt zur EU zu verhandeln.[12]

### Donnerstag, 18. Januar 1996

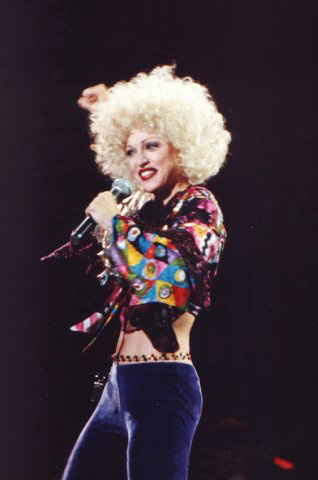
Madonna (1993)

- Buenos Aires/Argentinien: Der britische Filmregisseur Alan Parker trifft mit seiner Crew in Buenos Aires ein, um mit den Dreharbeiten für die Musical-Verfilmung Evita zu beginnen, die das Leben von Eva Perón frei nacherzählt. Die Künstlerin Madonna ist für die Hauptrolle gebucht. Alberto Brito Lima von der Gerechtigkeitspartei sieht in dieser Besetzung eine Verunglimpfung der Person Eva Perón.[13]

### Freitag, 19. Januar 1996
- Frankfurt am Main/Deutschland: Die Börse Frankfurt führt den Aktienindex Mid-Cap-DAX, kurz MDAX, ein. Er spiegelt die Kursentwicklung von 70 an der Börse notierten Unternehmen wider, deren Marktkapitalisierung und Orderbuchumsatz nach denen der 30 im Aktienindex DAX gelisteten Unternehmen am größten sind.[14]
- Johannesburg/Südafrika: Gastgeber Südafrika gewinnt im Eröffnungsspiel der 20. Fußball-Afrikameisterschaft 3:0 gegen Kamerun.[15]

### Sonntag, 21. Januar 1996
- Beverly Hills/Vereinigte Staaten: Bei der 53. Verleihung der Golden Globe Awards wird der Film Sinn und Sinnlichkeit des amerikanisch-taiwanischen Regisseurs Ang Lee als bester Kinofilm (Drama) des vergangenen Jahres ausgezeichnet. Der britische Schauspieler Sean Connery erhält den Preis für das Lebenswerk.[16]

### Donnerstag, 25. Januar 1996
- Berlin/Deutschland: Die Mitglieder des Abgeordnetenhauses von Berlin bestätigen Eberhard Diepgen (CDU) als Chef der Regierungskoalition aus CDU und SPD und gewähren ihm eine weitere Amtsperiode als Regierender Bürgermeister.[17]

### Samstag, 27. Januar 1996
- Deutschland: Der Tag des Gedenkens an die Opfer des Nationalsozialismus wird erstmals begangen.[18]
- Frauenfeld/Schweiz: Die Delegiertenversammlung der Schweizerischen Volkspartei wählt Ueli Maurer zum neuen Präsidenten der Partei. Er will den Aufwärtstrend bei den Wahlergebnissen seiner Partei fortsetzen, welcher sich in der Amtszeit seines Vorgängers Hans Uhlmann verstetigte.[19]
- Niamey/Niger: Unter Führung von Oberst Ibrahim Baré Maïnassara, ehemaliger Minister des Landes für Gesundheit und Soziales, putscht das Militär erfolgreich gegen die Regierung von Präsident Mahamane Ousmane und Mäinassara übernimmt die Stelle des Staatschefs.[20]

### Sonntag, 28. Januar 1996

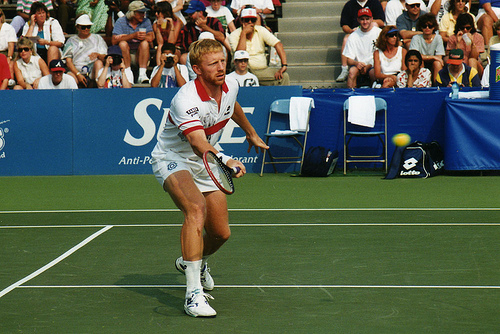
Boris Becker

- Melbourne/Australien: Der deutsche Tennisspieler Boris Becker gewinnt bei den Australian Open 1996 das Finale im Herreneinzel gegen den Amerikaner Michael Chang in vier Sätzen.[21]
- Tempe/Vereinigte Staaten: Der Super Bowl XXX im American Football zwischen den Dallas Cowboys und den Pittsburgh Steelers endet 27:17.[22]

### Montag, 29. Januar 1996
- Paris/Frankreich: Staatspräsident Jacques Chirac gibt bekannt, dass sein Land die gegenwärtige Reihe von Kernwaffentests abbricht. Das dafür genutzte Mururoa-Atoll im Pazifik war seit 1966 Schauplatz von 188 Atombomben-Tests.[23]
- Venedig/Italien: Das größte Opernhaus der Stadt, das Teatro La Fenice, brennt ab und kann voraussichtlich ohne Komplettabriss nicht wiederaufgebaut werden.[24]

## Weblinks

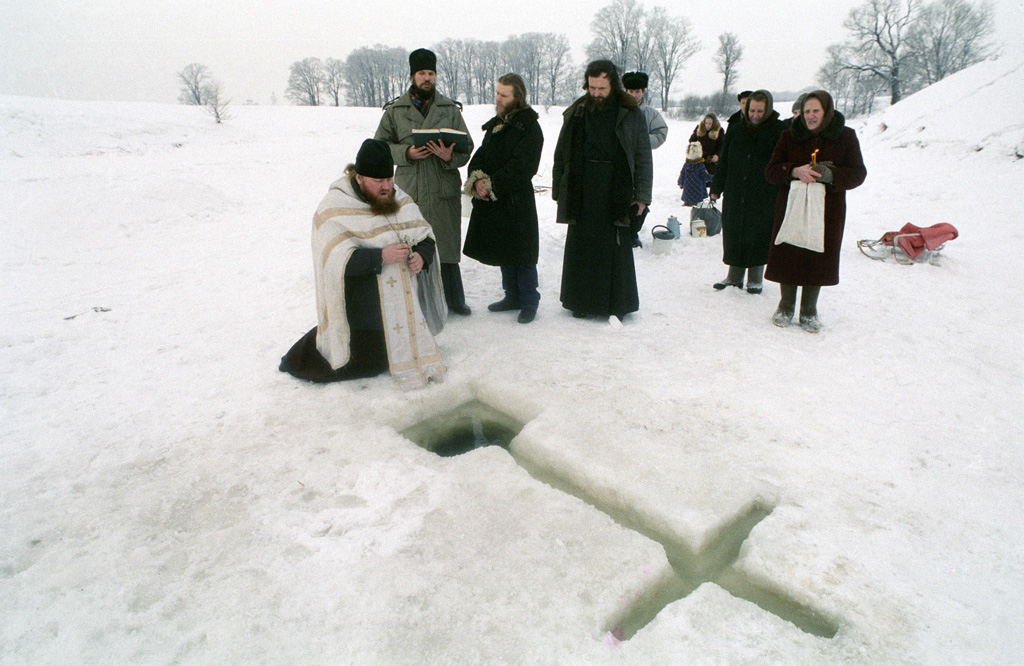
Russland im Januar 1996